# 鳳山郡 (黃海北道)
鳳山郡（：／ Pongsan gun */?）是朝鮮民主主義人民共和國黃海北道西部的一個郡。2008年人口124,745人。下分1邑、1勞動者區、18里。